# Zevenjaarlijkse Virga Jessefeesten
Onder de Zevenjaarlijkse Virga Jessefeesten verstaat men het sinds 1682 in Hasselt om de zeven jaar in de maand augustus plaatsgrijpend cultureel evenement. Deze feesten noemen de Hasselaren gemeenlijk het zevenste jaar.

## Toelichting

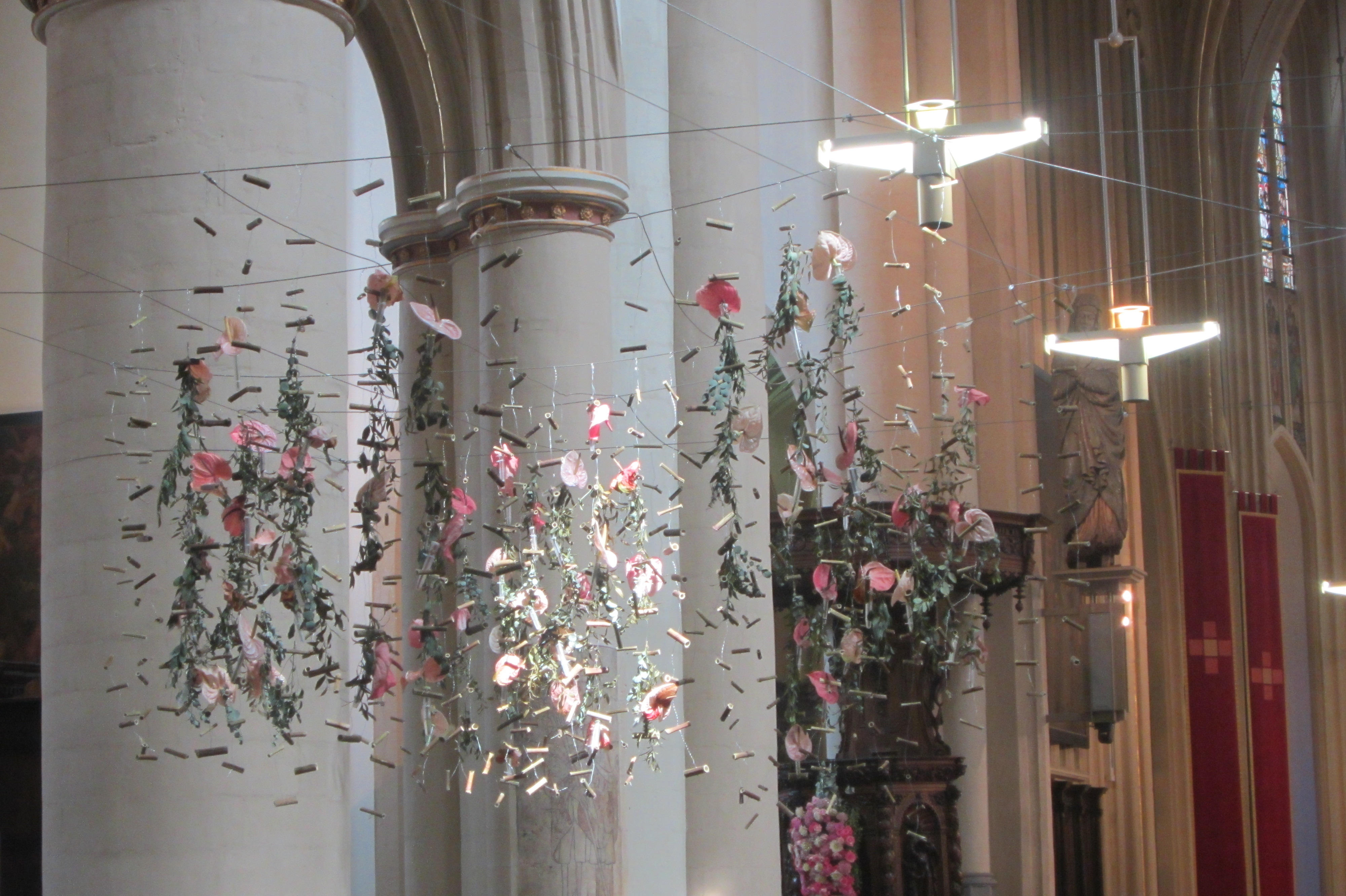
Bloemversiering in de Sint-Quintinuskathedraal, Hasselt tijdens de Zevenjaarlijkse Feesten, 2017

Tijdens deze augustusmaand gaan er in de Hasseltse binnenstad vele culturele evenementen door zoals diverse toneel- en muziekuitvoeringen verwijzend naar de Mariale devotie. De Virga Jesseommegang vormt het belangrijkste onderdeel van deze feesten.
Tijdens de Zevenjaarlijkse Feesten verdeelt de stad zich spontaan op in wijken, bij deze gelegenheid rotten genoemd. Zij wedijveren om het traject van de optocht door middel van de meest uitgekiende versieringen een feeëriek uitzicht te geven. Elke van de meer dan 50 rotten staat ook in voor de organisatie van een folkloristisch tafereel, of een episode uit Maria's leven.  Bekende steeds weerkerende items zijn: de Dolende Man, de Dief op het Hek, het Kind van de Morin, het huisje van Hendrik en Katrien - de legendarische eerste Hasselaren - , het huisje van Jan - de tweede inwoner van Hasselt -, de Stella Maris, het Heilig Paterke van Hasselt en het Huisje van Nazareth. 
Op maandag na de eerste ommegang deelt de Broederschap van Onze-Lieve-Vrouw Virga Jesse traditiegetouw erwtensoep uit aan de Virga Jessebasiliek in de Kapelstraat. Dit gebeurt onder het toeziend oog van de Hasseltse reus De Langeman. De rederijkerskamer De Roode Roos trekt die ochtend naar het rot 't Dorp (Minderbroedersstraat) waar ze de legendarische eerste inwoners van Hasselt, Hendrik, Katrien en het wicht en de inwoners van 't Dorp uithalen om de erwtensoepuitdeling bij te wonen. 
Door de Franse bezetting op het einde van de 18e eeuw en in 1940 bij de Duitse inval werden de feesten afgelast. In 1947 werd de draad onafgebroken tot op heden weer opgenomen.
Sinds 1954 is de organisatie in handen van het 'Comité van de Zevenjaarlijkse Virga Jessefeesten te Hasselt'.

## Editie 2017
De Zevenjaarlijkse Feesten van 2017 gingen door van 5 t.e.m. 20 augustus 2017. De ommegang greep plaats op 6, 13, 15 ('s avonds) en ten slotte op 20 augustus.

## Editie 2024
In 2024 werden de Zevenjaarlijkse Feesten voor de 46ste keer gevierd worden. De feestperiode liep van 11 tot en met 25 augustus 2024. Het thema van deze editie was '(h)echt zijn ...' en verwees naar authenticiteit ('echt zijn') en verbondenheid ('hecht zijn'), twee waarden die een belangrijke plaats innemen bij veel mensen. Het zijn ook reeds lang kernwaarden van de Virga Jessefeesten. De '(h)' was een knipoog naar Hasselt. Hasselaren en bezoekers werden uitgenodigd om zelf aan te vullen wat '(h)echt zijn' voor hen betekent.
De Virga Jesseommegang trok rond op donderdag 15 augustus (namiddag), zondag 18 augustus (namiddag) en zaterdag 24 augustus 2024 (avond). De ommegang werd gevormd worden uit een openingsgroep en zeven thematische groepen.
De Broederschap van Onze-Lieve-Vrouw Virga Jesse deelde de traditionele erwtensoep uit op maandag 19 augustus 2024.

## Wetenswaardig
Tijdens een karnavalszitting van de Hasseltse "Koekerellen" heeft Jos Ghysen, bekend radiofiguur en conferencier, op een vriendschappelijke maar hilarische manier alles wat notabele van de stad was, inbegrepen zichzelf, in het Hasselse dialect (het Hessels) over de hekel gehaald in het kader van de gebeurtenissen rond een van de zevenste jaren uit zijn jeugd.

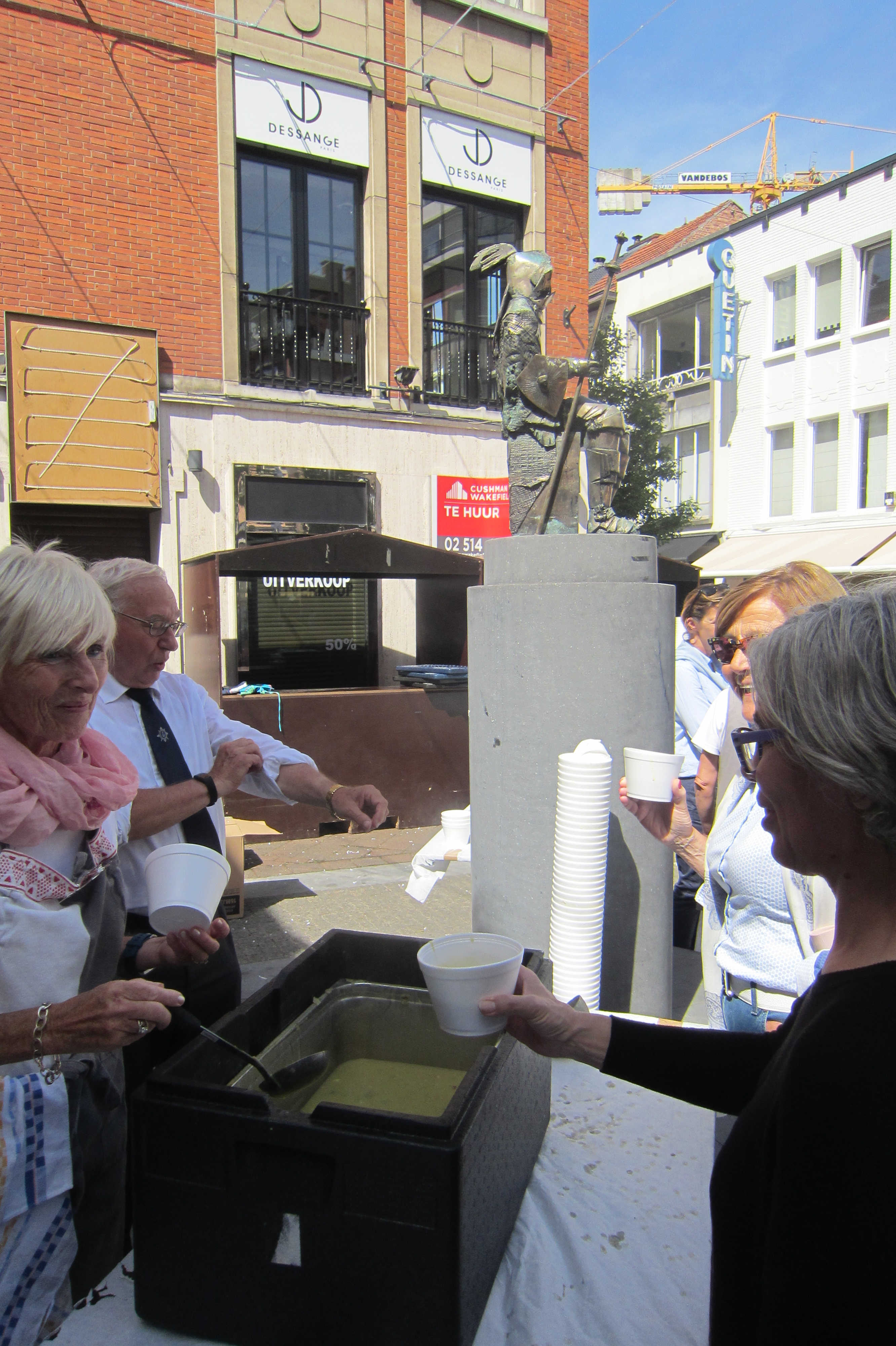
Erwtensoepbedeling aan de Virga Jessebasiliek tijdens de Zevenjaarlijkse feesten, Hasselt, 2017
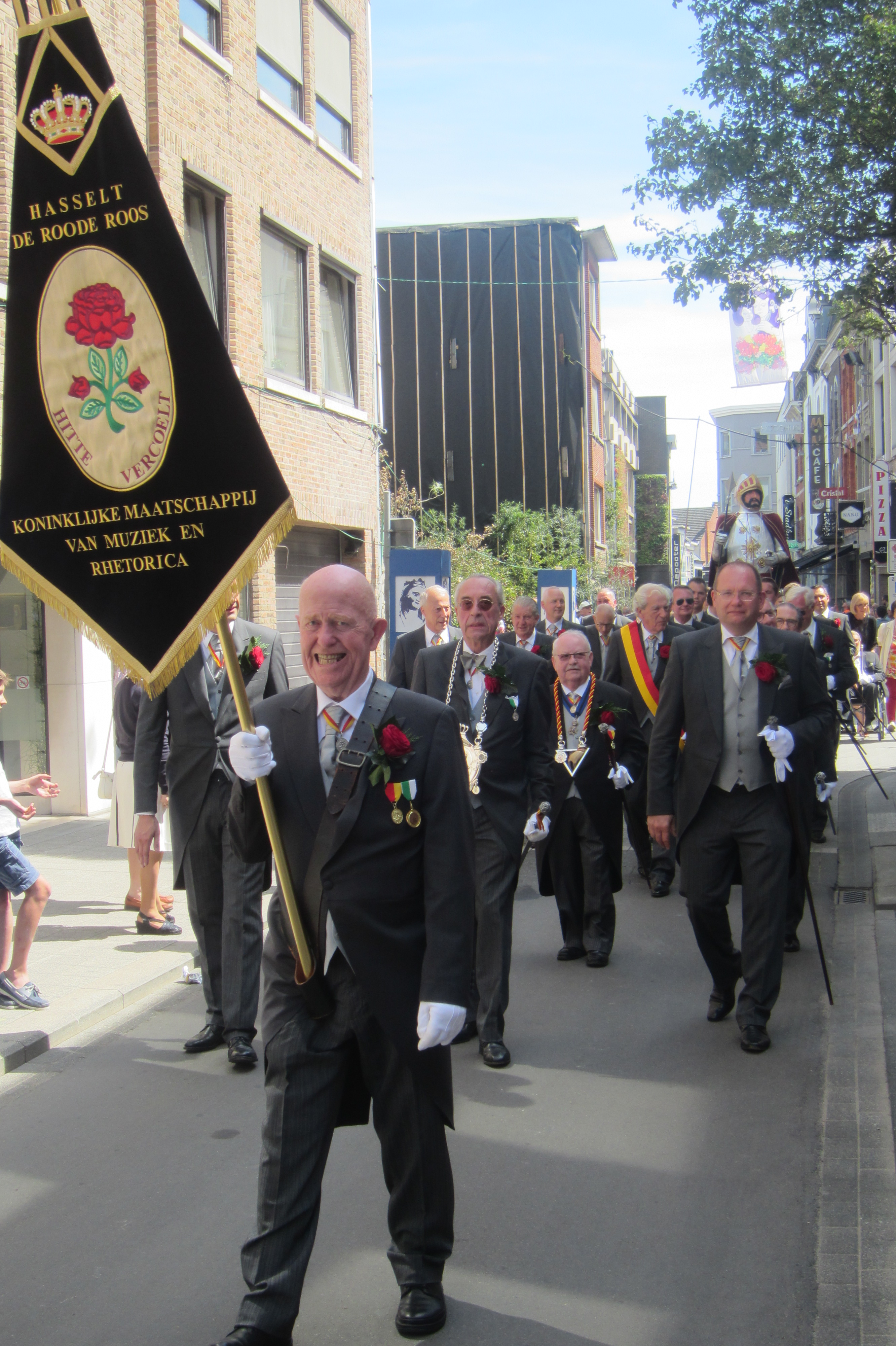
Rederijkerskamer De Roode Roos, Zevenjaarlijkse Feesten, 2017
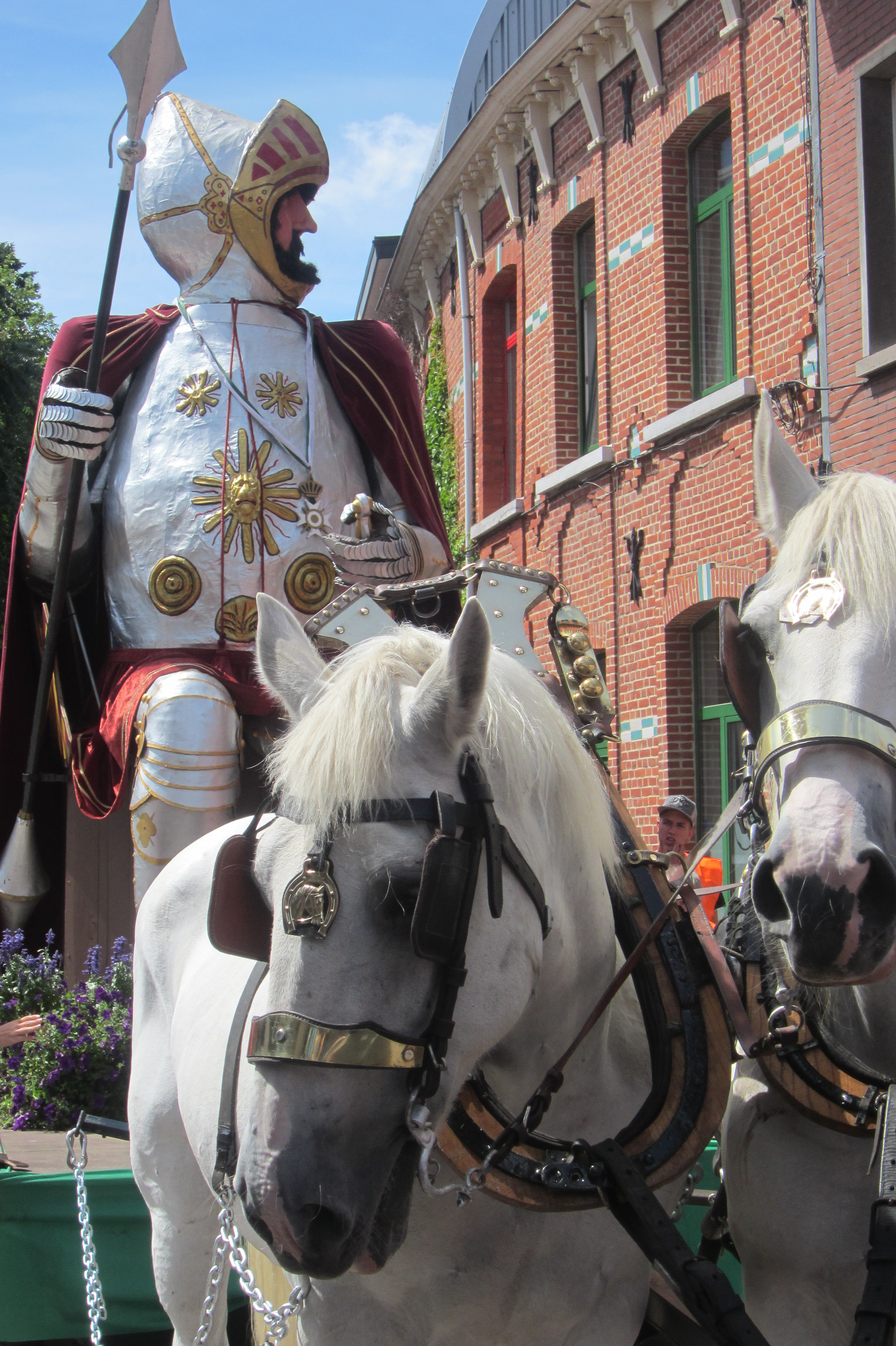
De Langeman, Hasselt, 2017